# Фили, Мод
Мод Фили (англ. Maude Fealy; 4 марта 1883 — 9 ноября 1971) — американская актриса театра и немого кино, чья карьера выстояла после перехода к звуковому кино.

## Ранняя жизнь
Родилась под именем Мод Мэри Хоук (англ. Maude Mary Hawk) в 1883 году в Мемфисе, в семье актрисы Маргарет Фили. Её мать повторно вышла замуж за Рафаэля Кавалло, первого дирижёра симфонического оркестра города Пуэбло штата Колорадо, где Фили проживала на протяжении всей своей жизни. В возрасте трёх лет она стала выступать вместе с матерью и в 1900 году дебютировала на Бродвее, в постановке Quo Vadis, опять же вместе с матерью
.
В период с 1901 по 1902 гг. гастролировала по Англии вместе с Уильямом Джиллеттом, участвуя в постановке Шерлок Холмс. С 1902 по 1905 годы гастролировала вместе с Сэром Генри Ирвингом, участвуя в различных труппах Великобритании, а к 1907 году стала звездой в Соединённых Штатах.

Неизвестное фото Фили

## Карьера
В 1911 году дебютировала в немом фильме производства Thanhouser Studios и к 1917 снялась в семнадцати фильмах, после чего приостановила кинокарьеру на четырнадцать лет. В период с лета 1912 по лето 1913 года давала гастроли в рамках Fealy-Durkin Company в Casino Theatre, в Lakeside Amusement Park в Денвере, а в следующем году начала тур по Западному побережью США.
Имела определённый успех в качестве драматурга-исполнителя. В частности вместе с известным нью-йоркским драматургом Грантом Стюартом выступила соавтором постановки Красный колпак, которая была поставлена в National Theatre в Чикаго, в августе 1928 года. Также она написала такие пьесы как, В полночь и Обещание, написанную вместе с Элис Герстенберг.
Преподавала во многих городах, где проживала; включая в таких заведениях как, Maude Fealy Studio of Speech, Fealy School of Stage and Screen Acting и Fealy School of Dramatic Expression. Преподавала в Гранд-Рапидсе, штате Мичиган; в Бербанке, в штате Калифорния; и в Денвере, в штате Колорадо. В 1930-е проживала в Лос-Анджелесе, работая в Federal Theatre Project и в возрасте 50 лет вернулась в кино, став играть второстепенные роли, включая появление в фильме Десять заповедей (1956). Позже выступала с лекциями в школах и в общественных организациях.

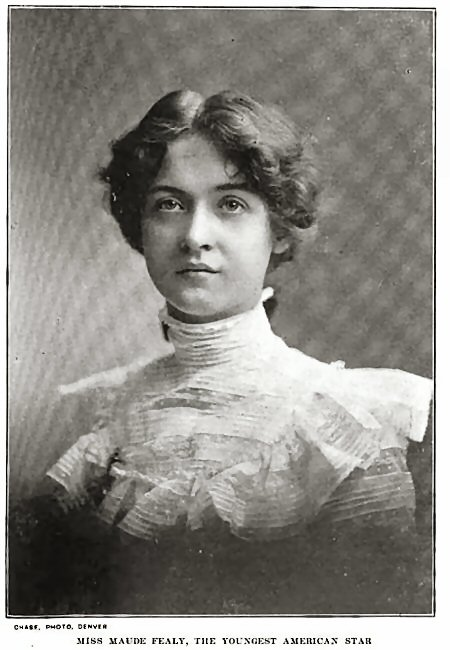
Фото из журнала Sunset Magazine 1901 года

## Личная жизнь
В Денвере она познакомилась с театральным критиком Луисом Шервином. Они поженились тайно, поскольку мать актрисы была против этого брака. В 1909 году они развелись. Вскоре после этого она вышла замуж за Джеймса Питера Дуркина, ставшего впоследствии режиссёром для кинокомпании Адольфа Цукора Famous Players Film Company. Этот брак также закончился разводом в 1917 году.
После этого она вышла замуж за Джеймса Е. Корта. Этот брак просуществовал вплоть до 1923 года и стал последним в жизни актрисы. От всех этих браков у неё не было детей.

## Смерть
Скончалась в 1971 году в возрасте 88 лет в больнице Motion Picture & Television Country House and Hospital, в округе Лос-Анджелеса Вудленд-Хиллз, в Калифорнии. Похоронена на кладбище Hollywood Forever.

## Фильмография
(По базе данных AFI)
- Moths (1913) — Vere
- The Legend of Provence (1913) — Сестра Анжела
- Frou Frou (1914) — Frou Frou
- Памела Конгрейв (1914) — Памела Конгрейв
- Bondwomen (1915) — Норма Эллис
- The Immortal Flame (1916) — Ада Форбс
- Прошлое Памелы[англ.] (1917) — Памела Конгрейв
- Американский консул[англ.] (1917) — Джоан Китвелл
- Смейся и богатей[англ.] (1931) — Мисс Тисдейл
- Smashing the Vice Trust (1937)
- Race Suicide (1938)
- Пират[англ.] (1938) — Жена (в титрах не указана)
- Bulldog Drummond's Peril[англ.] (1938) — Старая дева (в титрах не указана)
- Юнион Пасифик (1939) — Женщина (в титрах не указана)
- Emergency Squad[англ.] (1940) — Мать (в титрах не указана)
- Семнадцать[англ.] (1940) — Женщина/водитель (в титрах не указана)
- Газовый свет (1944) — эпизодическая роль (в титрах не указана)
- Неверная (1947) — Старая горничная в монтажной (в титрах не указана)
- Двойная жизнь (1947) — Женщина (в титрах не указана)
- Десять заповедей (1956) — Рабыня / Hebrew at Crag and Corridor
- Пират[англ.] (1958) — Горожанка (в титрах не указана) (последняя роль в кино)